# Josef Lindauer (Altphilologe)
Josef Lindauer (* 5. Dezember 1920; † 13. Dezember 2012) war ein deutscher Altphilologe und Gymnasiallehrer.
Lindauer war Lehrer, von 1967 bis 1981 als Oberstudiendirektor auch Schulleiter am Wilhelmsgymnasium in München, von 1964 bis 1991 zugleich Lehrbeauftragter unter anderem für Bibelkoiné an der Universität München, und hat verschiedene zweisprachige Ausgaben des Sallust (De coniuratione Catilinae, De bello Iugurthino, Appendix Sallustiana) und der Germania des Tacitus samt Übersetzung herausgegeben sowie verschiedene Hilfsmittel zum Erwerb der beiden antiken Sprachen erstellt (Sprachkurs des Bibelgriechischen, Wortkunde, Grammatik).

## Schriften (Auswahl)
- Hellēnisti. Grundkurs der hellenistisch-griechischen Bibelsprache. Zusammengestellt von Josef Lindauer und weitergeführt von Rudolf und Michael Hotz. St. Ottilien, 2005.
- Sallust: Werke. Lateinisch und deutsch. Herausgegeben, übersetzt und erläutert von Werner Eisenhut und Josef Lindauer. 3. Auflage. Düsseldorf 2006.
  - C. Sallustius Crispus: Die Verschwörung Catilinas. Lateinisch-deutsch. Herausgegeben, übersetzt und kommentiert von Josef Lindauer. 3. Auflage. Akademie-Verlag, Berlin 2012 (2. Auflage 2007, erste Auflage 1998), ISBN 978-3-05-005751-4.
  - C. Sallustius Crispus: Bellum Iugurthinum / Der Krieg mit Jugurtha. Herausgegeben, übersetzt und kommentiert von Josef Lindauer. Artemis & Winkler, Düsseldorf/Zürich 2003, ISBN 3-7608-1374-7.
- Lateinische Wortkunde. Bildung, Bestand und Weiterleben des lateinischen Grundwortschatzes. Buchner, Bamberg 1978.
- Lateinische Grammatik. Auf der Grundlage der lateinischen Schulgrammatik von Landgraf-Leitschuh neu bearbeitet von Karl Bayer und Josef Lindauer. Buchner, Bamberg 1974.
- P. Cornelius Tacitus, Germania. Lateinisch und Deutsch. Übersetzt, kommentiert und herausgegeben von Josef Lindauer. 8. Auflage. Deutscher Taschenbuchverlag, München 1991 (zuerst: Rowohlt, Reinbek 1967).
- Marcus Minucius Felix, Octavius. Die Apologie im Grundriss. Herausgegeben und erläutert von Josef Lindauer. Kösel-Verlag, München 1964.